# بشير (قرية)
قرية بشير هي أحد قرى محافظة كركوك

## تاريخ بشير
التاريخ يظهر أن بشير مركز مأهول قديما فقد ورد اسمه في الكشوف التي ترجع إلى القرن السادس عشر ففي سجل العقار المنظم عام 1548م كانت في بشير 89 منزلا و تسعة عزاب كما يمكن العثور على اسم بشير في الأحداث التي وقعت في عهد نادر شاه عندما هاجم الشاه كركوك سفك الكثير من الدماء فيها بعدها اتجه بجيوشه وهاجم قرية بشير. [بحاجة لمصدر]

## جغرافية بشير
قرية زراعية تقع إلى الجنوب الغربي من كركوك على بعد 27 كيلومتر وتبعد عن ناحية تازة خورماتو 7 كيلومتر يمر من القرية خط سكة الحديد الذي يربط كركوك ببغداد. كانت في بشير عام 2010م حوالي 1400 بيت سكني وحوالي 7 مدارس و 10 مساجد وحسينيات. [بحاجة لمصدر]

## سقوط القرية بيد تنظيم داعش
انسحبت قوات الجيش العراقي انسحاب مفاجئ من كركوك وخضعت القرية لسيطرة تنظيم الدولة الإسلامية (داعش) منذ 17 يونيو حزيران 2014، عقب سيطرة تنظيم داعش على محافظة الموصل وإلى يومنا هذا. بعد اقتحام داعش قرية البشير شهدت القرية جرائم مروعة من قتل وسبي ونهب وتفجير مساجد وحسينيات من قبل تنظيم الدولة الإسلامية (داعش) وعلى اثر ذلك نزح معظم اهالي البشير إلى ناحية تازة خورماتو التي تبعد من البشير 7 كم وإلى بغداد وجنوب العراق حيث الاغلبية الشيعية شهدت البشير عشرات المعارك بين تنظيم الدولة الإسلامية (داعش) المتحصن داخل القرية و الحشد الشعبي الذي يحاصر القرية من عدة جهات راح ضحيت القتال المئات من الطرفين بسبب شدة القتال واعترفت فرقة العباس القتالية التابعة إلى العتبة العباسية بخسارتها العديد من مقاتليها في معارك بشير وايضاً تبنى داعش عدة عمليات انتحارية في البشير ونعى العشرات من مقاتليه الذين سقطو في المعارك وفي 30 أبريل، 2016 أعلنت (خلية الاعلام الحربي) التابعة إلى الحشد الشعبي تحرير قرية البشير التابعة إلى ناحية تازة خورماتو.